# NGC 1565
NGC 1565 је спирална галаксија у сазвежђу Еридан која се налази на NGC листи објеката дубоког неба.
Деклинација објекта је - 15° 44' 41" а ректасцензија 4h 23m 23,6s. Привидна величина (магнитуда) објекта NGC 1565 износи 14,0 а фотографска магнитуда 14,7. NGC 1565 је још познат и под ознакама MCG -3-12-7, PGC 15015.